# Grzegorz Kowaluk
Grzegorz Marek Kowaluk – polski leśnik, doktor habilitowany nauk rolniczych, profesor w Szkole Głównej Gospodarstwa Wiejskiego w Warszawie, specjalista od technologii drewna.

## Kariera naukowa
W 2001 roku na Wydziale Technologii Drewna Uniwersytetu Przyrodniczego w Poznaniu uzyskał tytuł magistra inżyniera w zakresie technologii drewna. W 2006 roku na tym samym wydziale uzyskał stopień doktora nauk rolniczych w zakresie drzewnictwa na podstawie rozprawy pt. Praca skrawania w aspekcie jakości obróbki wybranych płyt wiórowych, której promotorem był Piotr Beer. W 2011 roku został zatrudniony w Szkole Głównej Gospodarstwa Wiejskiego w Warszawie, gdzie w 2015 roku na jej Wydziale Technologii Drewna uzyskał stopień doktora habilitowanego nauk rolniczych w dyscyplinie drzewnictwa na podstawie pracy pt. Wpływ niekonwencjonalnych cząstek lignocelulozowych na właściwości płyt wiórowych wytworzonych z ich udziałem.